# Michail Tugan-Baranovskij
Michail Ivanovitj Tugan-Baranovskij (ryska: Михаил Иванович Туган-Барановский, ukrainska: Михайло Іванович Туган-Барановський: Mychajlo Ivanovytj Tuhan-Baranovskyj), född 20 januari (gamla stilen: 8 januari) 1865 i guvernementet Charkov, död 21 januari 1919 i Odessa, var en rysk nationalekonom av ukrainskt-tatariskt ursprung.
Tugan-Baranovskij var huvudsakligen verksam vid Sankt Petersburgs universitet, men var av politiska skäl tidvis avskedad och fick av samma anledning aldrig någon professur. Nikolaj Kondratjev var hans lärjunge.
Tugan-Baranovskij gjorde sig känd som konjunkturforskare och hävdade 1894 i arbetet Промышленные кризисы в современной Англии, их причины и влияние на народную жизнь (fransk översättning "Les crises industrielles en Angleterre", 1913) att de ekonomiska kriserna beror på en disproportion mellan kapital- och konsumtionsvaruproduktionen. Till skillnad från sparandet, som sker kontinuerligt, utförs i det privatkapitalistiska systemet investeringarna stötvis och konjunkturskiftet beror på brist på sparande, en idé, som upptogs av flera senare forskare.
I arbetet Русская фабрика в прошлом и настоящем. Историко-экономическое исследование (1898, tysk översättning "Geschichte der russischen Fabrik", 1900), uppvisade Tugan-Baranovskij sympatier för marxismen, men i Теоретические основы марксизма (1905,  "Theoretische Grundlagen des Marxismus", 1905) har han övergått till revisionismen. I Основы политической экономии (Den politiska ekonomins grunder, 1909) försökte han förena gränsnytteläran med Karl Marx arbetsvärdelära, trots att han inte delade den senares åsikter om arbetskraftens exploatering. Han författade även flera avhandlingar om kooperationen.
Från 1917 var Tugan-Baranovskij verksam i Kiev, en kort tid som finansminister i Ukrainska folkrepubliken.